# 德國國防軍陸軍第392步兵師
德國國防軍陸軍第392（克羅地亞）步兵師（德語：392. (kroatische) Infanterie-Division）是納粹德國國防軍陸軍的一個步兵師。該師於1943年8月組建，兵員由克羅埃西亞獨立國招募，軍官由德軍指派。
該師組建後，一直在南斯拉夫進行反遊擊作戰。
該師最後於1945年5月向南斯拉夫遊擊隊投降。

## 註腳
1. ↑  Mitcham（2007年）